# Blind Horizon
Blind Horizon (Brasil: O Assassino do Presidente ) é um filme de mistério e suspense psicológico estadunidense de 2003, dirigido por Michael Haussman. O roteiro foi co-escrito por F. Paul Benz e Steve Tomlin. O elenco principal inclui Val Kilmer, Neve Campbell, Sam Shepard, Amy Smart e Faye Dunaway.

## Sinopse
O filme começa nos arredores da zona rural do Novo México, onde um inconsciente Frank Kavanaugh (Kilmer) é descoberto por cidadãos locais. Sofrendo de um tiro na cabeça, ele é levado às pressas para um hospital próximo, em uma pequena cidade chamada Black Point. Devido à extensão de seus ferimentos, Kavanaugh é colocado em uma unidade de terapia intensiva sob os cuidados de uma enfermeira traumatizada chamada Liz (Amy Smart). Após recuperar a consciência, Kavanaugh é entrevistado pelo xerife Kolb (Shepard), no entanto, por causa de seus ferimentos na cabeça, ele não consegue explicar o que aconteceu devido a um caso de amnésia temporária . Dada sua condição, Kavanaugh recebe ordem de permanecer no hospital para uma observação mais detalhada.
Para sua consternação, o xerife Kolb e seus representantes não conseguem encontrar pistas sobre o que poderia ter acontecido com Kavanaugh. Após uma pesquisa minuciosa na cena do crime, o xerife Kolb retorna ao hospital e descobre que Kavanaugh, em um estado violento e confuso, está alegando ter conhecimento de uma possível tentativa de assassinato contra o presidente dos Estados Unidos. Dr. Conway (Gil Bellows) convence Kavanaugh a permanecer calmo e depois explica ao xerife Kolb que sua paranóia decorre de um efeito colateral ilusório da amnésia. Entre a confusão adicional, Kavanaugh experimenta uma miríade de imagens que podem ser pura fantasia ou memórias pré-amnésicas reais. A imagem mais vívida, na qual uma figura sombria é vista conversando com uma mulher misteriosa chamada K (Dunaway), sugere vários detalhes de uma possível tentativa de assassinato envolvendo os principais partidos do governo. No entanto, devido ao estado perturbado de Kavanaugh, ele é incapaz de diferenciar entre realidade e fantasia.
O xerife Kolb acredita que há alguma credibilidade na história de Kavanaugh e continua a questioná-lo. Para complicar ainda mais a situação de Kavanaugh, sua noiva, Chloe (Campbell), chega ao hospital e toma providências para sua libertação imediata. É então revelado através de Chloe que ela e Kavanaugh são realmente de Chicago e que Kavanaugh trabalha para o IRS. Ela produz documentação que verifica o emprego de Kavanaugh no governo e explica ainda ao xerife Kolb que ela e Kavanaugh estavam de férias no Novo México. Ela também produz uma foto à beira-mar de Kavanaugh e ela caminhando na praia como mais uma prova de que ela é a noiva dele. Kavanaugh ainda acredita firmemente em uma tentativa iminente da vida do Presidente e depois chama o Serviço Secreto dos EUA e os alerta sobre um plano de assassinato que ocorrerá em Black Point nos próximos dias. Aturdido com a situação, Chloe convence Kavanaugh a deixar o hospital com ela, e ela o leva de volta ao motel em que haviam se hospedado alguns dias antes. Aliás, as recentes notícias revelam que o presidente e sua equipe de campanha estão em turnê pelo sudoeste e chegarão ao Novo México nos próximos dias.
Quando o presidente chega e se prepara para falar ao público, Kavanaugh tenta seguir as evidências que tem para alertar as autoridades e evitar o assassinato. Enquanto ele vê o presidente de um prédio próximo, ele descobre um conjunto de equipamentos de atiradores, incluindo um rifle, que ele instintivamente monta. Mirando pela janela, ele vê o presidente pelo alcance da espingarda e percebe que ele é de fato o assassino e que seus flashbacks são de toda a preparação que antecedeu a data do evento. Ele percebe outro sniper assassino mirando o presidente com seu rifle do outro lado. Entendendo que ele tem o poder de mudar o curso dos eventos, Kavanaugh aponta para o outro assassino através de seu alcance e o atira, matando-o e evitando o assassinato.

## Elenco
- Val Kilmer como Frank Kavanaugh
- Neve Campbell como Chloe Richards
- Sam Shepard como xerife Jack Kolb
- Noble Willingham como Shirl Cash
- Amy Smart como Liz Culpepper
- Gil Bellows como Dr. Theodore Conway
- Giancarlo Esposito como J.C. Reynolds
- Charles Ortiz como Nico
- Leo Fitzpatrick como Sterling
- Trajan Cuevas como Dale Petmecky
- Jesus Mayorga como Dwight Petmecky
- Cole S. McKay como Burly Trucker
- Guadalupe A. Garcia como Navaro
- Faye Dunaway como Ms. K
- Ellen Blake como Helsa
- John B. Thayer como Presidente
- Boots Southerland como Tom Brandt
- Shirly Brener como Darious Thorestensen
- Tim Carroll como estrangeiro mexicano
- John Hardman comos Bartender
- Michelle Allred como dançarina / empregada doméstica
- Roy Tanner como Barber
- Thomas W. Poster como homem careca
- Todd Anderson como barbeiro corpulento
- William Sterchi como homem de nariz de garrafa
- Troy Dunlap como Repórter
- Joe Downey como homem distinto
- Stephen Glover como homem de chapéu na cena final
- Simon Rhee como homem no hotel
- Richard Barela como balconista
- Stephen Eiland como dono do bar
- Jose Jacinto Marquez como lojista
- Heather McCluskey como produtora de notícias
- Chance Romero como Repórter
- Kriston Rutherford como Repórter
- J. Nathan Simmons como observador de desfiles
- Dar Warison como Townsperson
- Blake Woodruff como o menino chorando